# Изимша (Мехединци)
Изимша (рум. Izimșa) насеље је у Румунији у округу Мехединци у општини Обаршија Де Камп. Oпштина се налази на надморској висини од 55 m.

## Становништво
Према подацима из 2002. године у насељу је живело 1238 становника, од којих су сви румунске националности.